# Katarina Pandza
Katarina Pandza (* 17. April 2002 in Mödling) ist eine österreichische Handballspielerin, die seit der Saison 2023/24 für den kroatischen Erstligisten ŽRK Podravka Koprivnica aufläuft.

## Karriere
Pandza spielte anfangs für den österreichischen Verein Hypo Niederösterreich. Mit Hypo gewann sie 2019 den ÖHB-Cup. Pandza erzielte ein Tor. In den beiden Finalspielen um den Meistertitel, netzte die Rückraumspielerin sieben Mal ein. Ab dem Sommer 2019 stand sie beim deutschen Bundesligisten TuS Metzingen unter Vertrag. In der Saison 2020/21 war sie zusätzlich per Zweitspielrecht für den Zweitligisten TG Nürtingen spielberechtigt. Zur Saison 2023/24 wechselte sie zum kroatischen Erstligisten ŽRK Podravka Koprivnica. Mit Podravka Koprivnica gewann sie 2024 und 2025 die kroatische Meisterschaft sowie 2024 und 2025 den kroatischen Pokal.
Pandza nahm mit Österreich an der U-17-Europameisterschaft 2019 teil. Mit 66 Treffern wurde sie Torschützenkönigen des Turniers. Am 18. November 2019 bestritt sie gegen die polnische B-Nationalmannschaft ihr Länderspieldebüt für die österreichische A-Nationalmannschaft. Pandza wurde mit 68 Treffern Torschützenkönigin der U-19-Europameisterschaft 2021. Mit der österreichischen A-Nationalmannschaft nahm sie an der Weltmeisterschaft 2023 teil und schloss das Turnier auf dem 19. Platz ab. Pandza erzielte im Turnierverlauf 39 Treffer.

## Sonstiges
Ihre Schwester Ana Pandza spielt ebenfalls Handball.